# レユニオンの旗

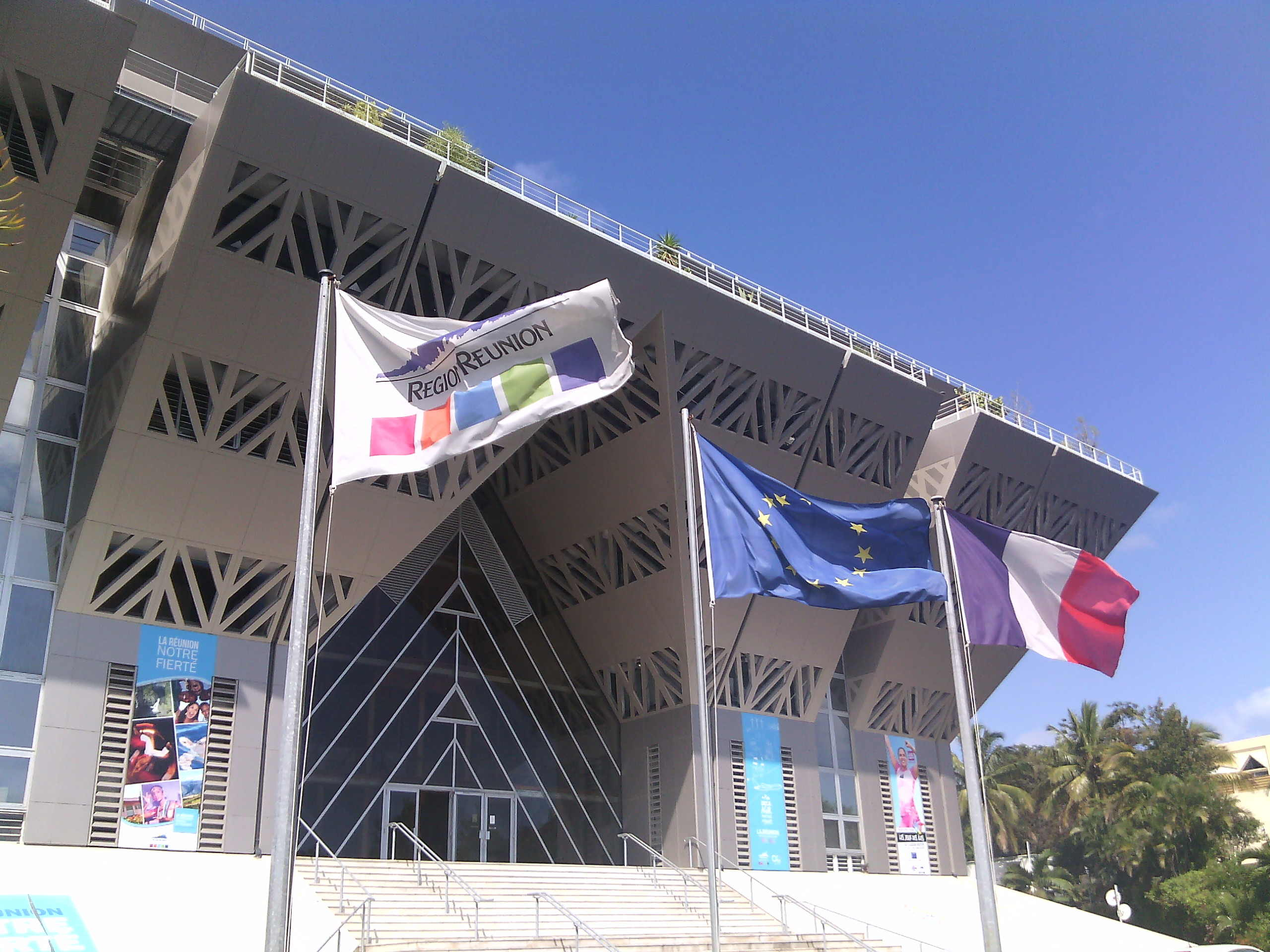
左から地域圏評議会の旗、欧州連合の旗、フランス国旗

レユニオンの旗（レユニオンのはた）は、フランス共和国の海外県であるレユニオンの旗である。

## 公式の旗
レユニオンの公式な旗はフランスの国旗である。地方分権により、フランスの多くの地域圏では国旗とは別の公式の旗が定められたが、レユニオンには独自の公式の旗はない。
レユニオンの地域圏評議会は、評議会の独自の旗を定めている。それは、白地に青色の島と黄色の太陽、その下に"Region Reunion"（レユニオン地域圏）の文字、その下に、平等と多様性を象徴する5つの正方形が描かれている。

## 非公式の旗
2003年、レユニオン旗章学協会が非公式なレユニオンの旗を制定した。島の中心部にある火山であるピトン・ドゥ・ラ・フルネーズを赤い三角形で表し、そこから5本の金色の光線が伸びている。この旗は、1974年にガイ・ピニョレ(Guy Pignolet)によってデザインされたもので、デザインを手伝ったディディエ・フィンク(Didier Finck)が、この旗を"Lö Mahavéli"と名付けた。デザインした当初は普及しなかったが、2003年に旗章学協会がこの旗を選んだことにより、住民の間に普及し始めた。この旗は公式の旗ではないが、2014年からサン＝ドニやサン＝フィリップの役所などでこの旗が掲げられるようになった。
レユニオン独立派は、1986年に独自の旗を制定している。これは、奴隷を表す赤、労働者階級を表す黄色、逃亡奴隷・マルーンを表す緑からなる横分割の三色旗で、左上に五芒星が描かれている.。

かつての非公式の旗
現在の非公式の旗
独立派が制定した旗